# Escola Literária de Tarnovo

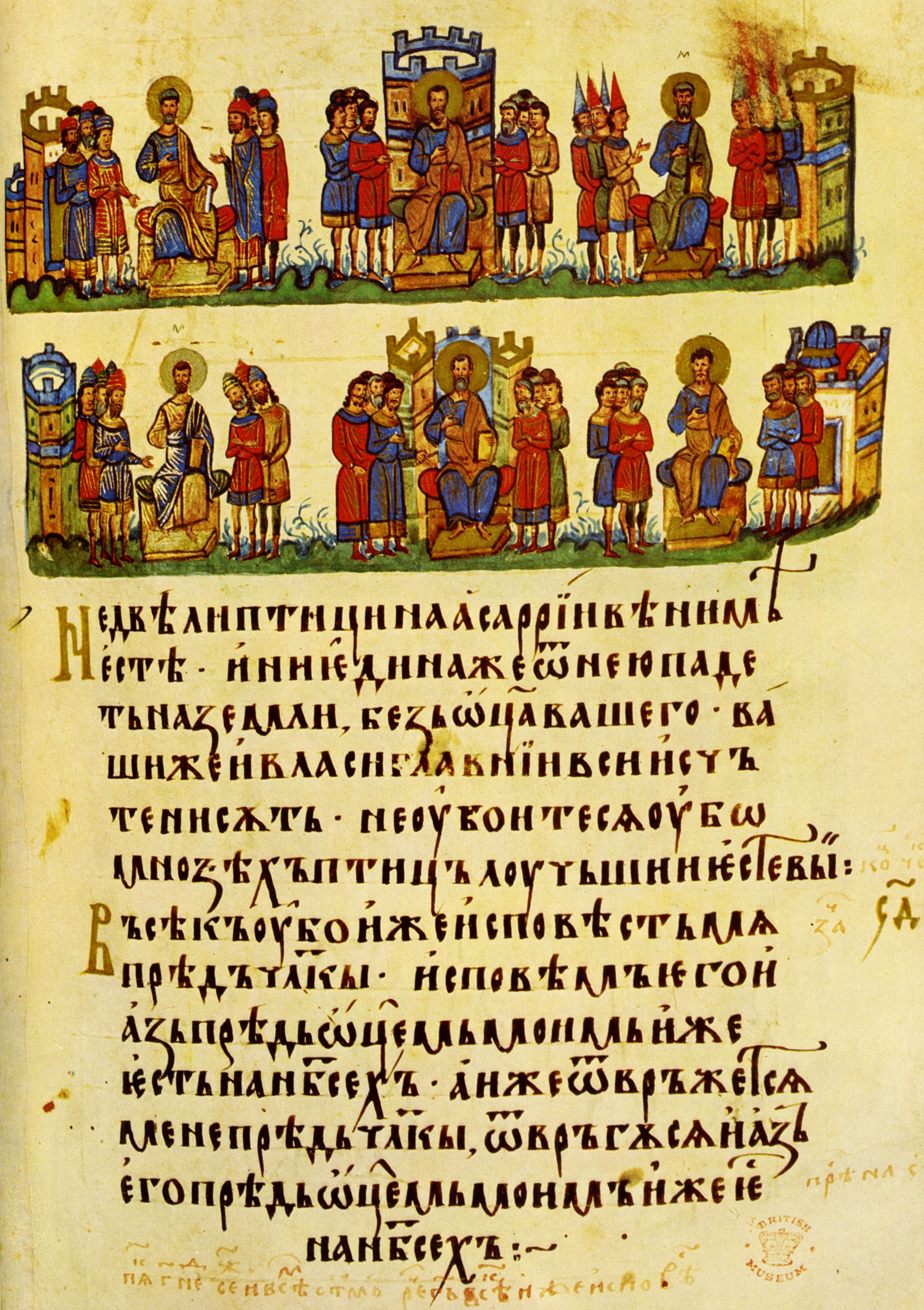
Um dos fólios do Tetraevangelia de João Alexandre, uma das mais importantes obras da Escola Literária de Tarnovo.

A Escola Literária de Tarnovo (em búlgaro:  Търновска книжовна школа), do final do século XIV e século XV, foi uma importante academia cultural búlgara estabelecida na capital Tarnovo e que deu uma inestimável contribuição para a literatura medieval búlgara. Ela era parte da "Escola de Tarnovo" de arte, característica da cultura do Segundo Império Búlgaro.
Com a reforma ortográfica promovida por Santo Eutímio da Bulgária e outros importantes representantes da escola como Gregório Tsamblak ou Constantino de Kostenets, a escola influenciou a cultura medieval dos russos, sérvios, valáquios e moldavos. Na Rússia, é conhecida como a segunda influência dos eslavos do sul.

## Origem e desenvolvimento
O principal pré-requisito para a Escola Literária de Tarnovo foi o renascimento cultural do final do século XIV. Foi principalmente por causa do interesse do czar João Alexandre (r. 1331–1371) em literatura, arte e as tradições que que ele deixou aos filhos e sucessores João Sismanes e João Esracimir sobre o assunto que ela floresceu. O patriarca Teodósio de Tarnovo também foi uma importante figura na fundação da escola.
Ela foi formalmente criada na capital do Império Búlgaro, Tarnovo, por Santo Eutímio. Ela consolidou as regras de sua reforma ortográfica e linguística da língua búlgara e textos que haviam sido incorretamente traduzidos foram corrigidos, tornando-se modelos para as igrejas ortodoxas da Bulgária e de todos os país vizinhos que compartilhavam do antigo eslavônico eclesiástico.
As principais obras dos autores da Escola Literária de Tarnovo eram a composição de livros originais, a tradução de originais gregos e a criação de compilações.

## Características

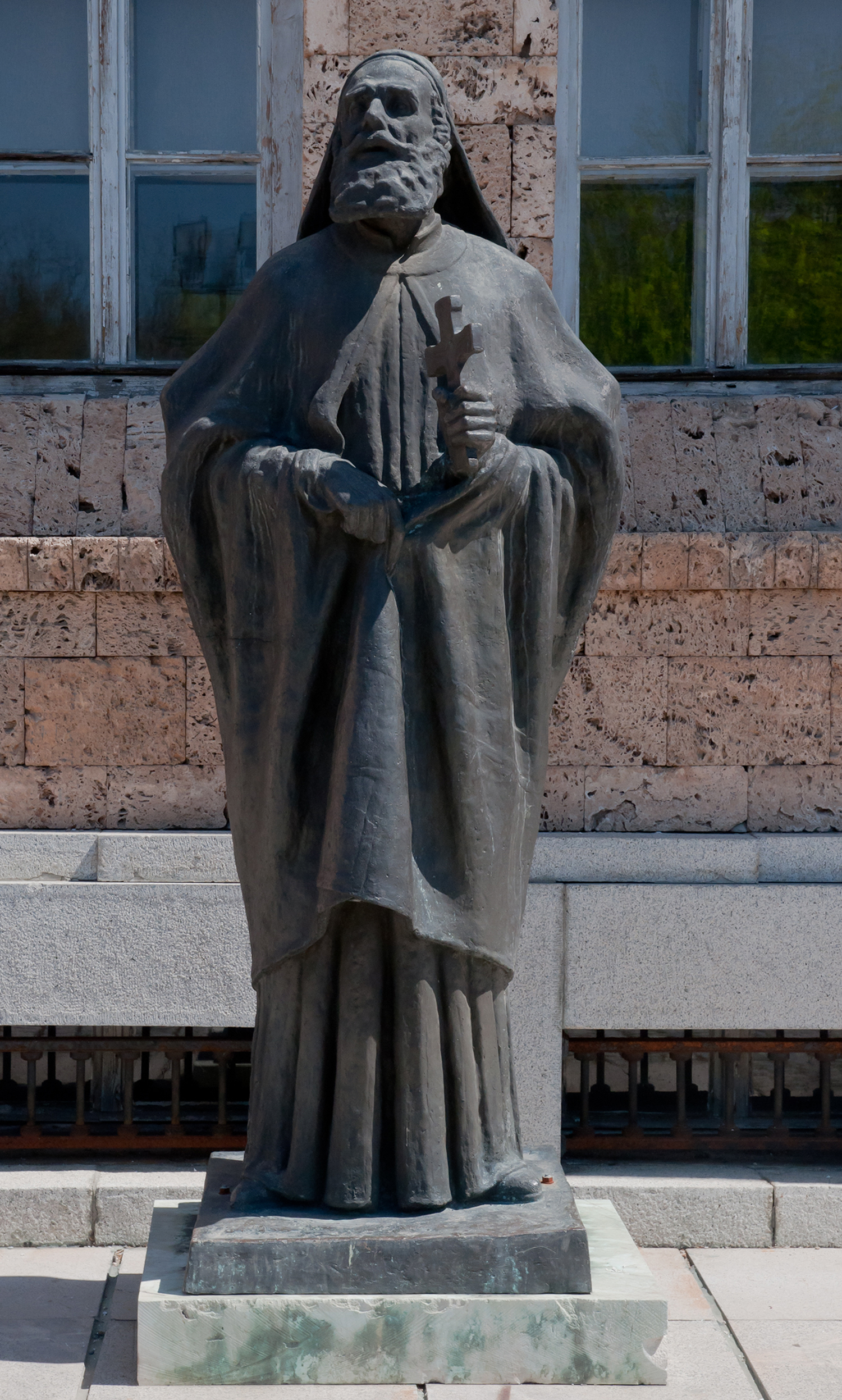
Santo Eutímio de Tarnovo, o fundador da Escola Literária de Tarnovo.

A Escola Literária de Tarnovo foi influenciada pela literatura bizantina. Sua característica era principalmente religiosa, produzindo muitas obras hagiográficas como epístolas, paixões, hinos e outros. O principal objetivo era a glorificação dos santos e há uma ênfase muito grande nos elementos milagrosos, quase que compulsório nas obras do gênero. É de se notar ainda uma atitude muito hostil aos movimentos chamados heréticos como o bogomilismo, o barlaamismo e os adamitas, o que refletia a posição oficial do Patriarcado da Bulgária.
Histórias do translado das relíquias dos santos também eram muito populares. Não há acordo entre os acadêmicos se estas histórias devem ser consideradas sequências das paixões ou um gênero separado. Com a consolidação da fé nas propriedades milagrosas das relíquias, os autores passaram a louvar os que se dedicavam a transportá-las e protegê-las, textos que sempre possuíam um pequeno - e valioso - fundo histórico.

## Representantes
O principais representantes foram:
- Eutímio de Tarnovo - um discípulo de Teodósio de Tarnovo. Ele foi o criador e líder da Escola Literária de Tarnovo, além de professor. Ele escreveu paixões, epístolas de louvor, breviários e outros textos.
- Gregório Dobropisets - um discípulo de Teodósio de Tarnovo, autor da paixão do santo búlgaro Romil de Vidin.
- Dionísio Divniy - um discípulo de Teodósio de Tarnovo. Ele era famoso por suas traduções do grego para o búlgaro e recebeu por isso o epíteto de Divni ("maravilhoso").
- Cipriano - um discípulo de Teodósio de Tarnovo. Autor de paixões, hinos e outras obras, além de tradutor.
- Gregório de Tsamblak - um discípulo de Eutímio. Através de seu trabalho em Visoki Dečani, Moldávia, nos principados russos, espalhou as ideias de seu mentor e a influência da escola. Foi o autor de numerosas obras, incluindo as "Epístolas de Louvor de Eutímio", que contém valiosas informações sobre a história da Bulgária e do Patriarcado, e do "Livro de Gregório Tsamblak", que é uma coleção de obras de outros autores eslavos de sua época.
- Constantino de Kostenets - um discípulo de Andrei, que por sua vez era um seguidor de Eutímio. Ele viveu e trabalhou na corte do déspota sérvio Estêvão Lazarevic. Fundou a Escola Literária de Resava na região de Pomoravlje.
- Joasafa de Vidin - o professor do bispo de Vidin é completamente desconhecido, com exceção de sua obra "Epístola de Louvor pelo Translado das Relíquias de Santa Filoteia de Tarnovo para Vidin", que apresenta todas as características da Escola Literária de Tarnovo. O autor demonstra um grande respeito por Santo Eutímio.
- Vladislau, o Gramático - um representante da fase final. Ele foi um tradutor, compilador e calígrafo. Sua única obra conhecida é a "Novela de Rila", que é uma sequência da "Paixão de São João de Rila", de Eutímio. Ela contém importantes datas sobre a fundação do Mosteiro de Rila na segunda metade do século XV e o translado das relíquias de São João de Rila para lá em 1469.
- Demétrio Cantacuzeno (Dimitar Kantakuzin) - um representante da fase final. Ele era descendente da família Cantacuzeno e escrevia em grego e em búlgaro. Foi o autor de muitos obras, como a "Paixão e Breve Louvor de São João de Rila", "Descrição Geográfica", "Epístola ao Doméstico Isay" e obras poéticas cristãs.